# Brederode (Schiff, 1646)
Die Brederode war das Flaggschiff der niederländischen Flotte und diente den Admiralen Witte de With und Maarten Tromp als Flaggschiff während des ersten Seekrieges gegen England 1652 bis 1654. Obwohl es das größte Schiff der staatlichen Flotte war, wurde es von gemieteten Ostindienfahrern und vielen feindlichen Schiffen in Größe und Bewaffnung übertroffen.

## Vorgeschichte und Bau
Nach dem Bau der Aemilia von 1632 mangelte es in der Flotte an geeigneten Schiffen für die Admiräle. Für den Vizeadmiral Witte de With standen 1643 die Staten von Holland der Admiralität Rotterdam 42.000 fl für einen Neubau zu. Allerdings waren alle Kassen leer und so wurden die von den Generalstaaten bewilligten Gelder erst  zögerlich aufgebracht. Dadurch dauerte der Bau des Schiffs drei Jahre, von 1643 bis 1646.
Das nach Johann Wolfart van Brederode, dem Vorsitzenden der Ritterschaft von Holland, benannte Schiff sollte dieselben hoch geschätzten Segeleigenschaften wie die Aemilia haben, deshalb wurden die gleichen Dimensionen angesetzt. Im Februar konnte Admiral de With sein neues Flaggschiff betreten. Allerdings wurde am Ende des Jahres die spanische Bedrohung für die Schifffahrtswege, die aus dem Hafen von Dünkirchen kam, mit deren Eroberung beseitigt. Deshalb verkaufte man zur Kostenersparnis nicht nur die alte Aemilia, sondern die neue Brederode legte man gleich auf. Sie hatte aber das Glück schon im nächsten Jahr unter Befehl von de With mit elf anderen Kriegsschiffen nach Brasilien gesandt zu werden. Dort sollte sie zur Unterstützung der WIC gegen die Portugiesen eingesetzt werden.

## Der erste Seekrieg

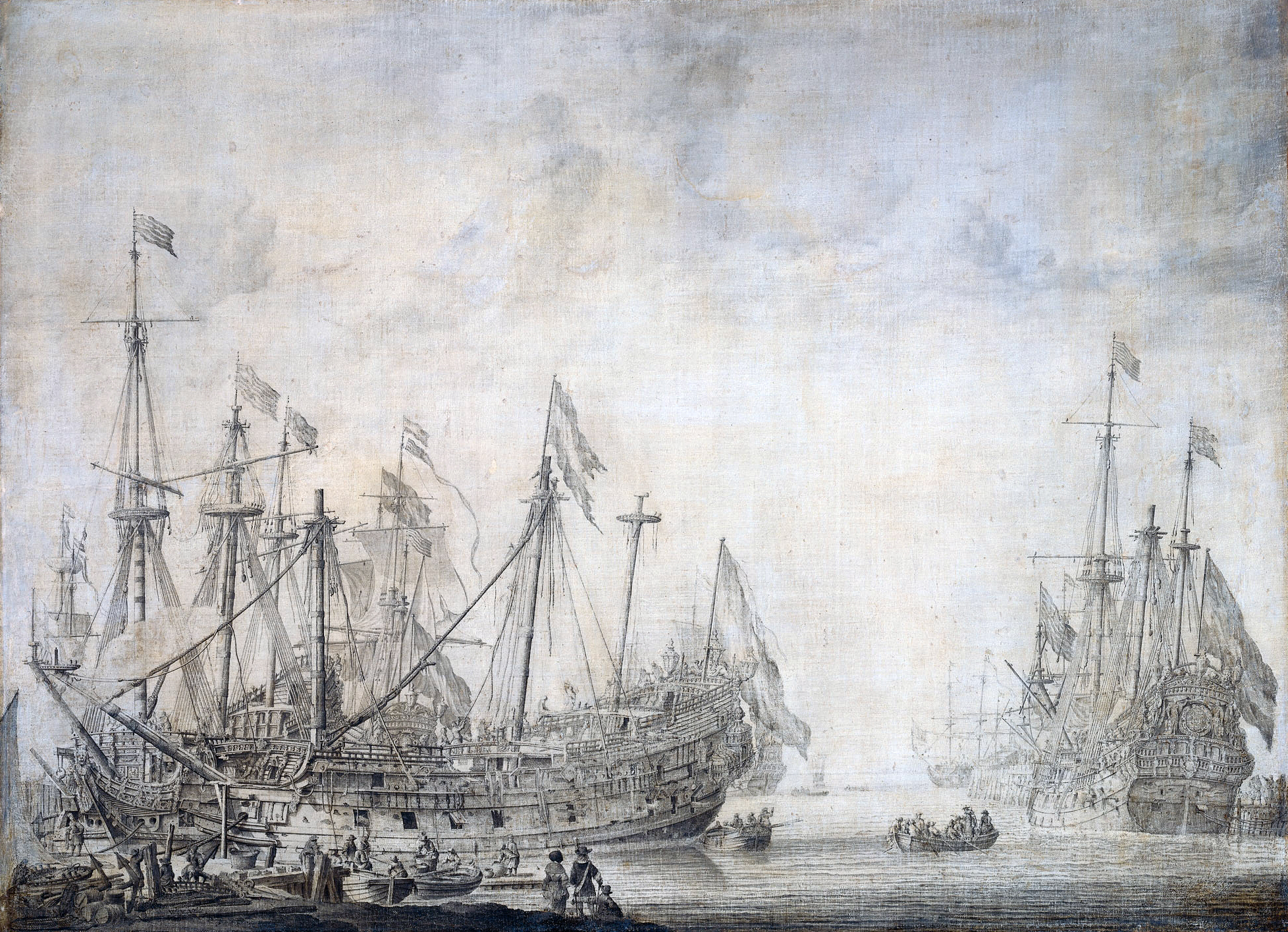
In der linken Bildhälfte ist die im Kampf beschädigte Brederode zu sehen. Gemälde von Willem van de Velde dem Älteren.

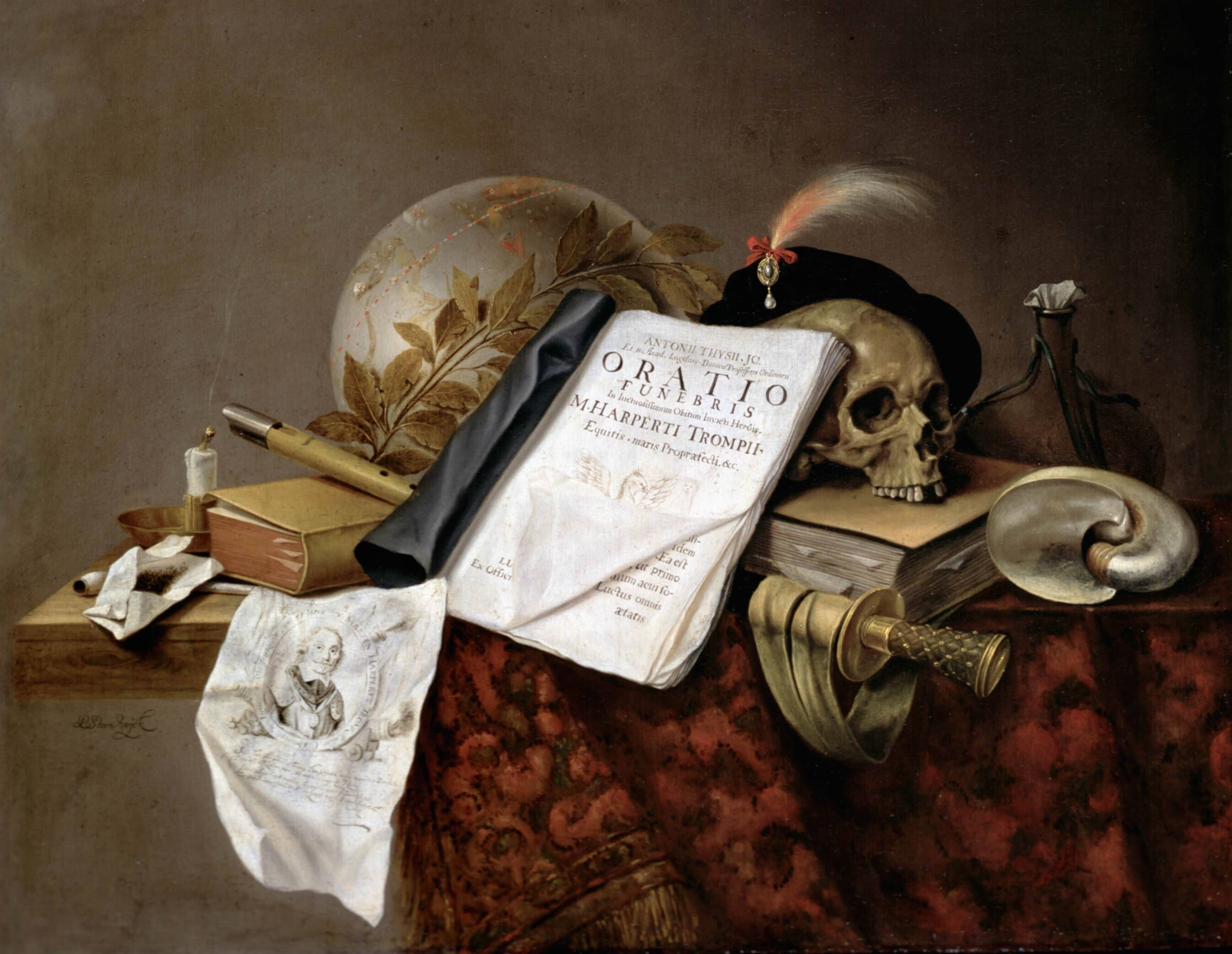
Vanitas-Stillleben auf den Tod des Luitnant Admirals Maarten Tromp mit Symbolen auf und aus seinem Leben. Gemälde von Pieter Steenwijk

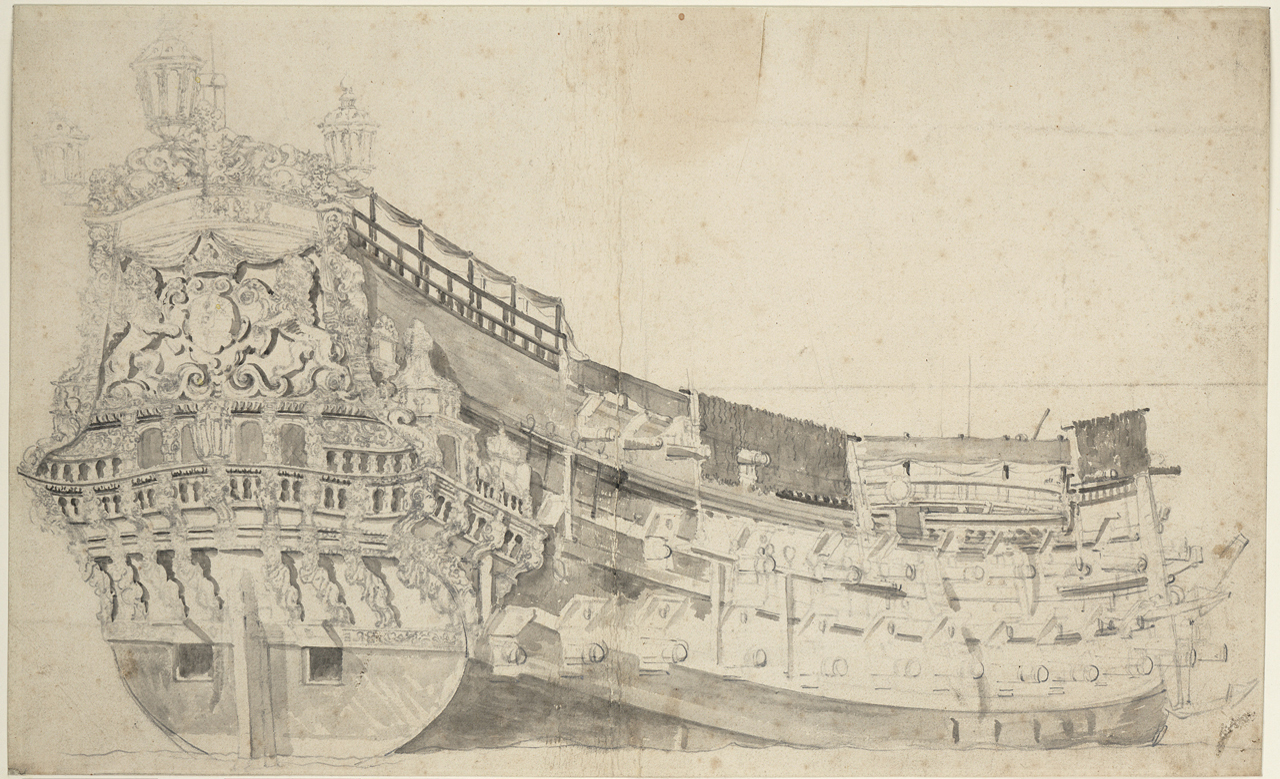
Skizze der Brederode durch Willem van de Velde d. Ä., als Vorarbeit für spätere Gemälde.

Mit der eigenmächtigen Rückkehr von Admiral de With im Frühjahr 1650 nach Europa konnte die Brederode im Krieg gegen England als Flaggschiff eingesetzt werden. Die niederländische Flotte hatte mit diesem Gegner einen schweren Stand, denn allein 14 englische Schiffe waren größer als die Brederode. Selbst kleinere Fahrzeuge hatten eine größere Feuerkraft als dieses Schiff. Auch innerhalb der niederländischen Flotte waren zwei Schiffe etwas größer als das Flaggschiff. Diese zwei 1650 und 1651 für die Amsterdamer Admiralität gebauten Fahrzeuge, die Vrede und die Vrijheyt, waren aber nach dem gleichen Konzept wie die Brederode konstruiert. Aufgrund der materiellen Überlegenheit der englischen Flotte wurde gleich zu Beginn des Krieges von den niederländischen Admirälen, von den Admiralitäten unterstützt, Neubauten mit der Untergrenze an Größe und Bewaffnung der Brederode gefordert. Aber Skepsis bei Kosten und Nutzen führten zu langen Diskussionen und so gelangten erst nach Ende des Krieges diese Neubauten zur Flotte. Dadurch blieb die Brederode den ganzen Krieg über das Schiff mit der größten Anzahl Geschütze im Dienst der Admiralitäten.
Von der ersten bis zur letzten Seeschlacht mit Ausnahme der Seeschlacht bei Kentish Knock diente die Brederode als Flaggschiff und nahm an allen Seeschlachten im Kanal und in der Nordsee teil. Luitnant-Admiraal Maarten Tromp fiel am Ende des Jahres 1652 vor den Staaten General in Ungnade und musste an Land bleiben. Den Flottenbefehl übernahm Vizeadmiral de With. Vor der Schlacht bei Kentish Knock wollte Vizeadmiral de With sein vorgesehenes Flaggschiff, dem angemieteten Ostindienfahrer Prins Willem, gegen die Brederode tauschen. Aber deren Besatzung weigerte sich ihn an Bord zu nehmen und drohte sogar mit Kanonenschüsse auf sein Boot. Deshalb musste er zu dem umgerüsteten Handelssegler, der zwar größer und mit größerer Anzahl Geschütze versehen war, aber auch als schlechtester Segler in der Flotte galt, zurückgebracht werden. Nach diesem Gefecht wurde Tromp rehabilitiert und übernahm wieder den Flottenbefehl und die Brederode.
In der Seeschlacht bei Scheveningen fiel Tromp bald nach Beginn durch eine Musketenkugel aus der Takelage eines englischen Schiffes. Nach der englischen Rainbow unter Konteradmiral Goodson folgten noch zwei andere Schiffe des Geschwaders und ein Schütze des letzten Schiffes tötete Tromp. Der Kapitän der Brederode, Egbert Kortenaer, setzte das Signal, dass alle Flaggoffiziere zur Beratung an Bord kommen sollten, aber nur Michiel de Ruyter konnte dem folgen. Dieser gab die Anweisung,  die Flagge des Oberbefehlshabers stehen zu lassen. Kortenaer führte das Geschwader so geschickt, dass die Engländer keinen Vorteil von Tromps Tod hatten und die Niederländer die Veränderung in der Befehlsführung nicht merkten. Egbert Kortenaer war seit Jahren auf der Brederode, erst als Steuermann und später als Kapitän. Er stieg bis zum Luitnant Admiraal der Admiralität Maze auf.
Nach dieser Seeschlacht übernahm wieder de With den Oberbefehl, bis durch die Staaten Generaal der Reiteroberst Jacob van Wassenaer Obdam dazu erkoren wurde. Die niederländische Flotte ging zwar noch in See, aber durch Stürme und andere Ereignisse kam es zu keinem Treffen mit der englischen Flotte. Im April 1654 wurde der Friede von Westminster geschlossen.

## Der Untergang
Der nächste Einsatz der Brederode erfolgte in der Ostsee. Im Zuge des Zweiten Nordischen Krieges drangen Schweden in polnisches Territorium ein und begannen Danzig zu belagern. Dies widersprach niederländischen Interessen. Um sich diesen Hafen frei zuhalten und nicht den die Ostsee beherrschenden Schweden zu überlassen, wurde 1656 eine Flotte unter Wassenaer van Obdam auf der neuen Eendracht zur Rettung Danzigs entsandt. Die Brederode diente als Flaggschiff des Vizeadmirals Witte de With. Bei dieser Flottenexpedition gab es keine bewaffneten Auseinandersetzungen.
Da Dänemark das schwedische Engagement in Polen für eigene Eroberungen in Schweden nutzen wollte, wurden die Ostseezugänge wieder Kriegsgebiet. Dies und die überraschenden schwedischen Erfolge gegen Dänemark, einschließlich der drohenden Eroberung Kopenhagens, bewog die Niederlande wieder an der Seite Dänemarks für den freien Ostseezugang gegen Schweden anzutreten. Wieder wurde eine Flotte unter Wassenaer van Obdam nach Kopenhagen gesandt, mit dem Auftrag die Zugänge frei zu halten und Kopenhagen zu entsetzen. Die Brederode diente Vizeadmiral de With wieder als Flaggschiff der Vorhut. Gleich nach Einfahrt in den Öresund und Passage der schwedisch besetzten Festungen Schloss Kronborg und Helsingborg an der engsten Stelle des Sundes, sichteten sich die beiden Flotten und gingen zum Angriff über. Dabei gerieten die beiden niederländischen Flaggschiffe zu sehr unter feindliche Schiffe. Während der Eendrecht recht schnell andere Niederländer zur Hilfe kamen, blieb die Brederode längere Zeit auf sich gestellt. Eins der feindlichen Schiffe, die Leoparden, wurde so beschädigt, dass sie später explodierte. Geraume Zeit bekämpften sich die schwedischen Draken unter Admiral Bjelkenstjerna und die Brederode allein. Dabei trieben beide Fahrzeuge ab und die Brederode lief auf Grund. Nach wechselseitigen Enterversuchen gesellte sich die schwedische Wismar dazu. Da die Brederode zu kentern drohte, wurde sie aufgegeben und einschließlich des schwer verletzten Admirals ging man auf die schwedische Draken über. Dann ging das Schiff als einziger Verlust der Niederländer in diesem Gefecht unter. Admiral de With starb auf dem Weg zur Draken.

## Das Wrack
Gleich nach deren Untergang gelang es dem schwedischen Oberst Hans Albrecht von Treileben Kanonen aus dem Wrack zu bergen. Als Teilhaber eines Syndikats hatte er die Berechtigung von schwedischer Seite aus Wracks zu betauchen. Durch diese erfolgreiche Bergung und der am Wrack der Sancta Sophia erhielt er auch die Erlaubnis für das Stockholmer Hafengebiet. Dort gelang ihm die Bergung von 53 Kanonen aus dem Wrack der Vasa. Weitere Bergungsunternehmungen sind erst aus den Jahren um 1900 bekannt. Diese hatten eher eine historische als eine materielle Zielrichtung. Das Schifffahrtsmuseum Amsterdam hatte 1927 aus einem Nachlass eine umfangreiche Anzahl archäologischer Artefakte vom Wrack der Brederode erhalten. Darunter sind Lafettenachsen, Blöcke, Krüge, Kanonenkugeln und andere Schiffsteile.